# Instructor militar

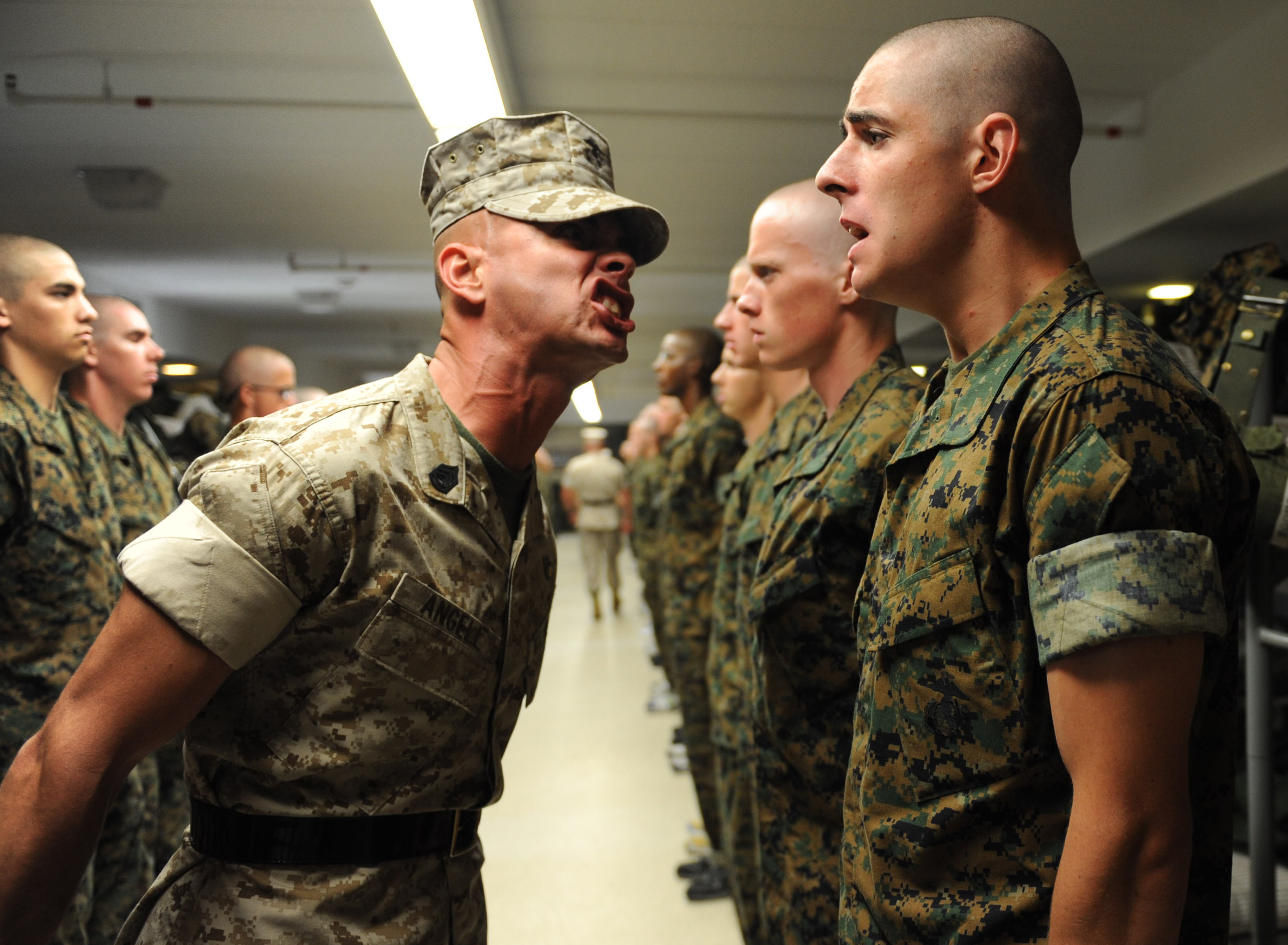
Un instructor del Cuerpo de Marines de los Estados Unidos en funciones.

Un instructor militar es un suboficial de las fuerzas armadas que se encarga de la instrucción militar de los reclutas. Su función es enseñarles disciplina, orden cerrado y el desenvolvimiento como militares.

## Historia
Los instructores militares existen desde la prehistoria, siempre enseñando a los reclutas disciplina, marcha, acampada, técnicas de supervivencia, rastreo y empleo de armas.
La Biblia permite entender que Josué fue un instructor militar en el siglo XV a. C. y el poema de la Ilíada hace lo mismo con Héctor en el siglo XIII a. C. Ya en la veracidad histórica, algunos diádocos, Marco Antonio y Trajano destacaron en la Edad Antigua.

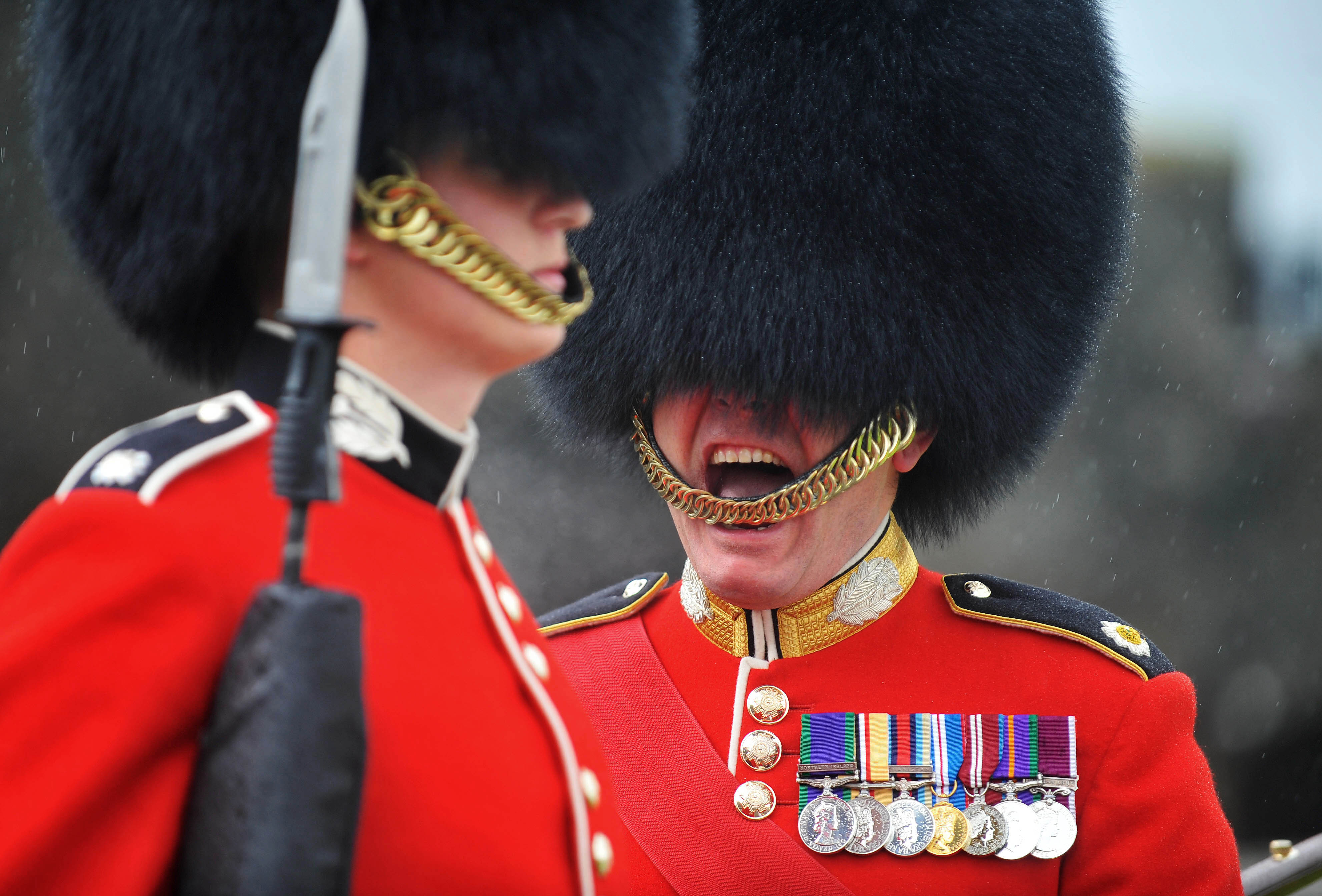
Un sargento instructor de la Guardia Escocesa, ejército británico, ordenando a sus tropas.

## En diversos países
Las facultades y tratos de los instructores militares varían mucho según el país, su historia, la cultura y su respeto por los Derechos humanos tienen una directa influencia.

### Argentina
En el Colegio Militar de la Nación, donde se forman los oficiales del Ejército Argentino, los instructores son oficiales con el rango mínimo teniente. Pero en la realidad, son los cadetes de años superiores los que están la mayoría del tiempo con los reclutas.
Tras la recuperación de la democracia en 1983, el Caso Carrasco en 1994, la abolición del servicio militar obligatorio y la anulación de las leyes de impunidad en los años 2000, los malos tratos se han reducido considerablemente en las Fuerzas Armadas argentinas. Antes los instructores podían golpear a los reclutas, privarlos del sueño o la comida y someterlos a excesivos ejercicios físicos (como el «salto rana») o torturas («estaquear»).
Hoy persisten los malos tratos, como obligarlos a realizar flexión de codos con los puños y los «bailes, ejecuciones o maquinadas» (arrastrarse y correr sin sentido o con órdenes cambiantes y contradictorias constantemente hasta el agotamiento) que no existen en potencias militares como Alemania, el Reino Unido o los Estados Unidos, pero en menor medida.

### Estados Unidos
Los instructores de las fuerzas Armadas de los Estados Unidos tienen diferentes títulos en cada rama del servicio. En la Fuerza Aérea se les denomina «Instructor de Entrenamiento Militar» (MTI). La Armada utiliza instructores del Cuerpo de Marines y los denomina «Comandante de División de reclutamiento» (RDC). Dentro del Ejército reciben el título de «Sargento de Instrucción». El Cuerpo de Marines fueron los primeros en llamarlos sargentos de instrucción, pero en 1971 cambiaron a «Instructor de Ejercicios».
Los reclutas de la Fuerza Aérea y los Marines se refieren a sus MTI y RDC como «Señor/a». Dentro de la Armada los reclutas deben referirse a sus RDC por sus rangos correspondientes. Los reclutas del Ejército se refieren a sus instructores como «Mi Sargento».

#### U. S. Army
En la actualidad, los sargentos pueden ser voluntarios o ser seleccionados para asistir a la Escuela de Sargentos de Instrucción. El curso tiene una duración de diez semanas, estudian el Curso Básico de Líderes y son tratados con mucha profesionalidad y no como reclutas. Al graduarse, los sargentos de instrucción usan el sombrero de campaña de la Primera Guerra Mundial (apodado «Brown Round») y las sargentas de instrucción usan la gorra australiana de color verde oliva.
El Ejército ha tenido dificultades para reclutar sargentos de instrucción voluntarios debido a cambios recientes en la doctrina y la política, con un estudio reciente del Departamento de Defensa que señala que menos del 30% de los candidatos son voluntarios. Antes los instructores disfrutaban de mucha autonomía y libertad para entrenar a los reclutas y tenían reputación de ser disciplinados. Actualmente, el Comando de Adiestramiento y Doctrina del Ejército (TRADOC) ha buscado desplazar esta autoridad y se ha acercado a lo que se conoce como «Definición de Disciplina de Schofield». Además, ahora es un delito utilizar términos homofóbicos o racistas para referirse a los reclutas y castigarlos con ejercicio físico excesivo o novatadas.

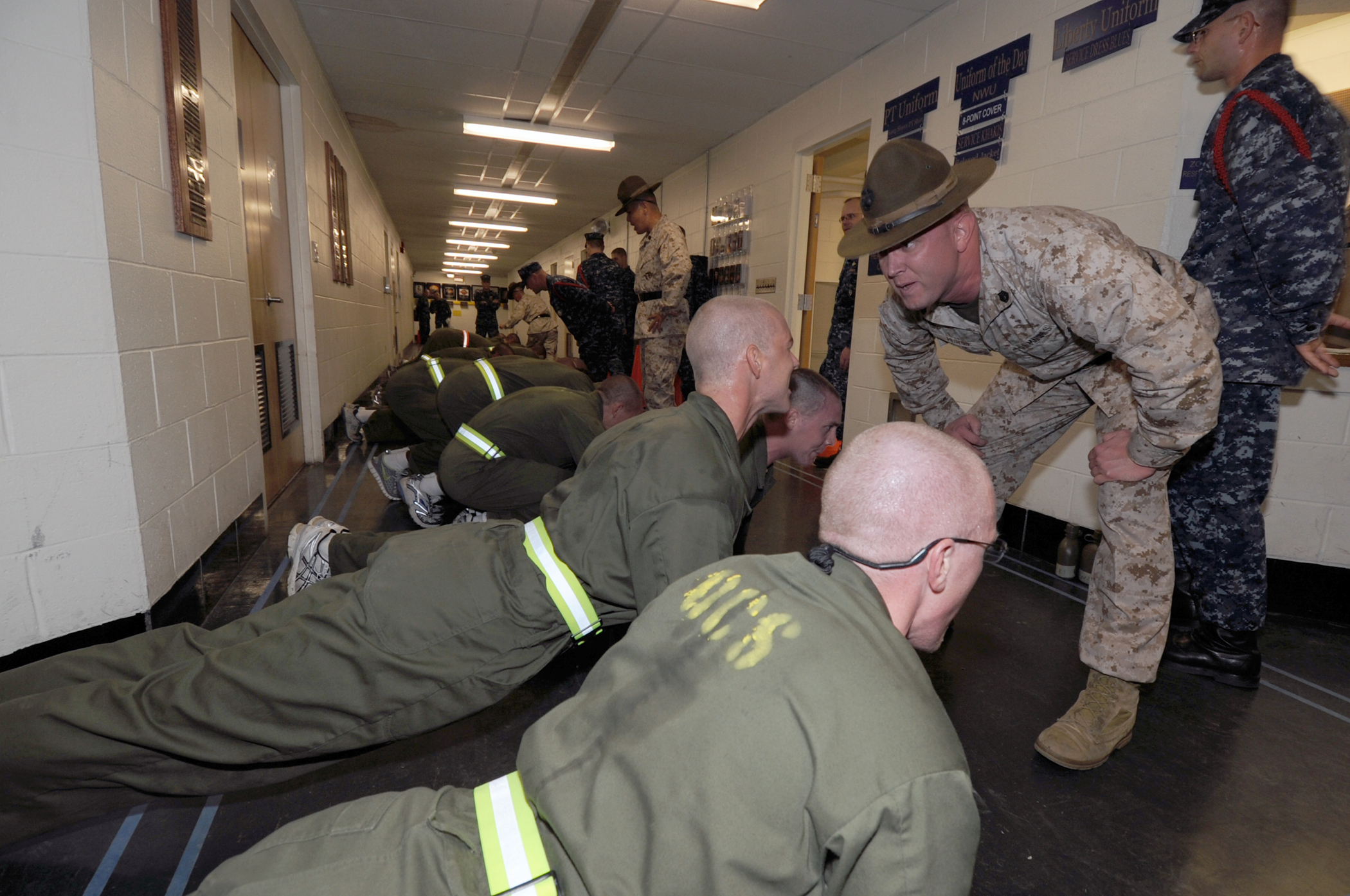
Un sargento instructor alienta a un recluta a realizar flexiones.

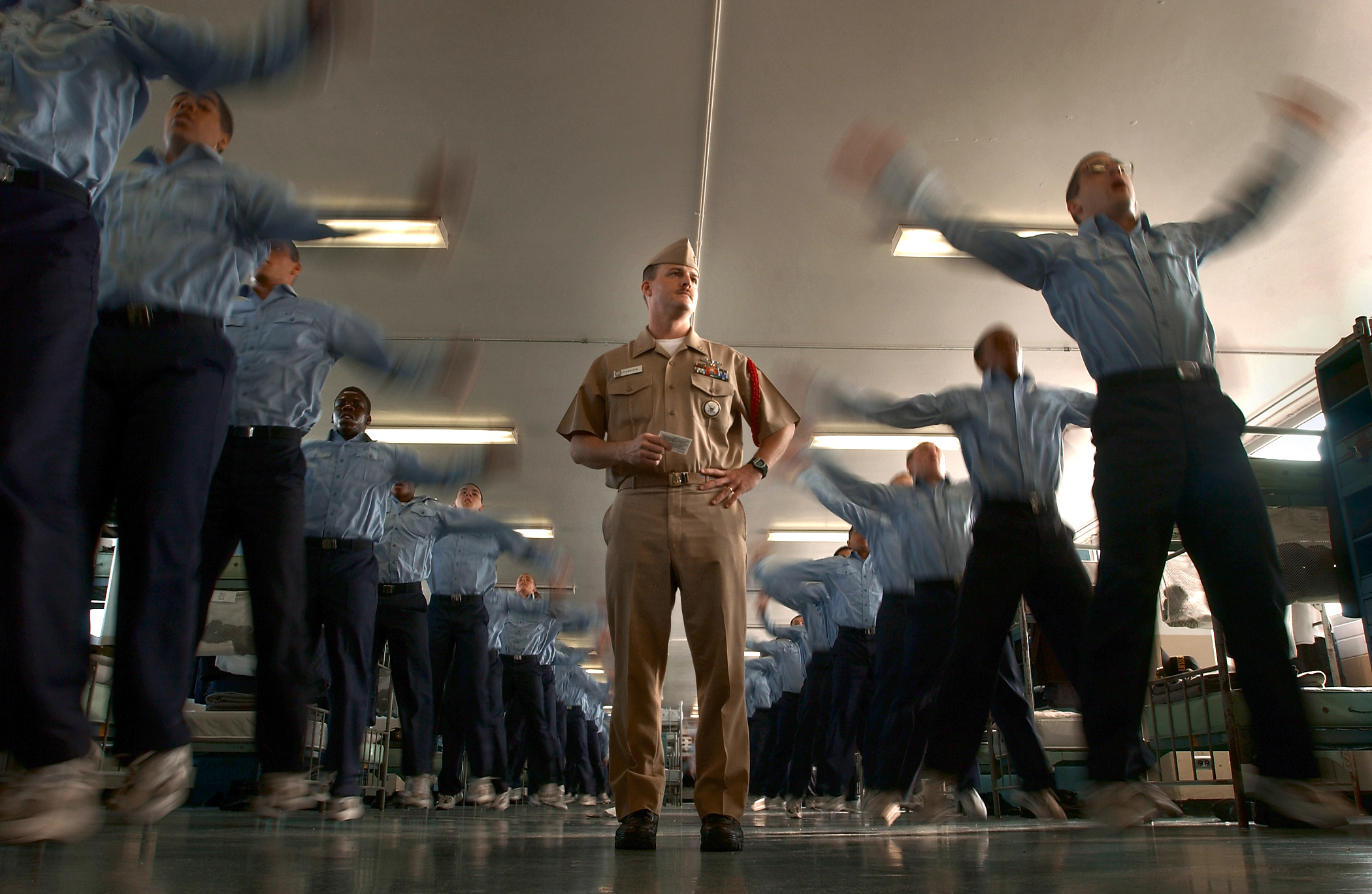
Un comandante de instrucción de la Armada de los Estados Unidos, corrige el desempeño deficiente mediante calistenia.

## En la cultura popular
La película An Officer and a Gentleman, estrenada en 1982, pasó a la historia por la actuación de Louis Gossett, Jr. como un instructor de los Marines.
La película Heartbreak Ridge, estrenada en 1986, muestra a Clint Eastwood como un «sargento de hierro» que instruye ferozmente a sus soldados.
La película Full Metal Jacket, estrenada en 1987, es protagonizada por R. Lee Ermey como instructor de los Marines; quien verdaderamente fue uno.
El capítulo Simpson Tide, estrenado en 1998 y de la serie animada Los Simpson, parodia a Louis Gossett, Jr. como instructor en An Officer and a Gentleman.
La película Iluminados por el fuego, una historia verídica estrenada en 2005 y ganadora del Premio Goya, retrata la historia de los conscriptos en la guerra de las Malvinas y muestra los malos tratos por parte de los instructores.
La película Jarhead, estrenada en 2005, cuenta la historia de Anthony Swofford durante su instrucción militar y servicio en la Guerra del Golfo. Destaca la actuación de Jamie Foxx como su instructor.
La película Hasta el último hombre, estrenada en 2016, retrata la historia de Desmond Doss y muestra los tratos que recibió a manos de un instructor de los años 1940.